# Ascorhynchus athernus
Ascorhynchus athernus is een zeespin uit de familie Ascorhynchidae. De soort behoort tot het geslacht Ascorhynchus. Ascorhynchus athernus werd in 1982 voor het eerst wetenschappelijk beschreven door Child. 